# Френч-Брод-Ривер
Френч-Брод-Ривер (англ. French Broad River) — река в США. Протекает по территории штатов Северная Каролина и Теннесси.
Река Френч-Брод-Ривер берёт начало на западных склонах Аппалачей на границе штатов Северная и Южная Каролина и является крупнейшим приток реки Теннесси. Течёт в северо-западном направлении, сливаясь с рекой Холстон на высоте 247 м над уровнем моря образует реку Теннесси. Длина реки Френч-Брод-Ривер составляет 343 км. Площадь водосборного бассейна 4862 км². В водах реки обитает 46 видов рыб. В верхней части бассейна территория покрыта преимущественно лесами (70 %). В нижнем течении земли используются под промышленные нужды и городское землепользование, особенно в окрестностях города Ашвилл. По данным переписи населения 2000 года в бассейне реки проживают 426 тыс. человек.